# Sypniewo (gromada w powiecie makowskim)
Sypniewo – dawna gromada, czyli najmniejsza jednostka podziału terytorialnego Polskiej Rzeczypospolitej Ludowej w latach 1954–1972.
Gromady, z gromadzkimi radami narodowymi (GRN) jako organami władzy najniższego stopnia na wsi, funkcjonowały od reformy reorganizującej administrację wiejską przeprowadzonej jesienią 1954 do momentu ich zniesienia z dniem 1 stycznia 1973, tym samym wypierając organizację gminną w latach 1954–1972.
Gromadę Sypniewo z siedzibą GRN w Sypniewie utworzono – jako jedną z 8759 gromad na obszarze Polski – w powiecie makowskim w woj. warszawskim, na mocy uchwały nr VI/10/6/54 WRN w Warszawie z dnia 5 października 1954. W skład jednostki weszły obszary dotychczasowych gromad Chełchy, Dylewo, Głącka, Glinki-Rafały(), Jerzyły, Majki, Mamino, Sławkowo, Strzemieczne-Sędki, Sypniewo i Ziemaki ze zniesionej gminy Sypniewo oraz obszar dotychczasowej gromady Batogowo-Biernaty ze zniesionej gminy Perzanowo tymże powiecie. Dla gromady ustalono 21 członków gromadzkiej rady narodowej.
31 grudnia 1959 do gromady Sypniewo przyłączono wieś Biedrzyce Koziegłowy ze znoszonej gromady Guty Duże oraz wsie Boruty, Olki i Rawy ze znoszonej gromady Pienice w tymże powiecie.
Gromada przetrwała do końca 1972 roku, czyli do kolejnej reformy gminnej. 1 stycznia 1973 w powiecie makowskim reaktywowano gminę Sypniewo.